# Halodule wrightii
Halodule wrightii är en enhjärtbladig växtart som beskrevs av Paul Friedrich August Ascherson. Halodule wrightii ingår i släktet Halodule och familjen Cymodoceaceae. IUCN kategoriserar arten globalt som livskraftig. Inga underarter finns listade.